# John Paine
John Paine (Boston, Massachusetts, 19 d'abril de 1870 – Weston, Massachusetts, 1 d'agost de 1951) va ser un tirador estatunidenc que va prendre part en els Jocs Olímpics de 1896, Atenes.
Inicialment havia de prendre part en les tres proves de pistola dels Jocs del 1896, però a l'hora de la veritat sols en disputà una. Junt al seu germà Sumner fou desqualificat de la prova de Pistola ràpida perquè les seves armes de foc no tenien el calibre adequat.
En la prova de Pistola militar els dos germans Paine empraren revòlvers Colt. Aquestes pistoles eren superiors a les armes emprades pels seus rival i no van tenir gaires problemes en situar-se al capdamunt de la classificació. Amb 442 punts en 25 rondes en John guanyà la medalla d'or, mentre el seu germà Sumner n'aconseguia 380 punts en 23 rondes (de 30 trets) i guanyava la de plata. El tercer classificat, el grec Nikolaos Morakis, aconseguí tan sols 205 punts.
Després de guanyar la prova de pistola militar en John va decidir no prendre part en la prova de pistola lliure.
En tornar als Estats Units va prendre part en la Guerra de Cuba i posteriorment s'instal·là a Boston on exercí d'inversor.